# Union Sportive des Chaouia

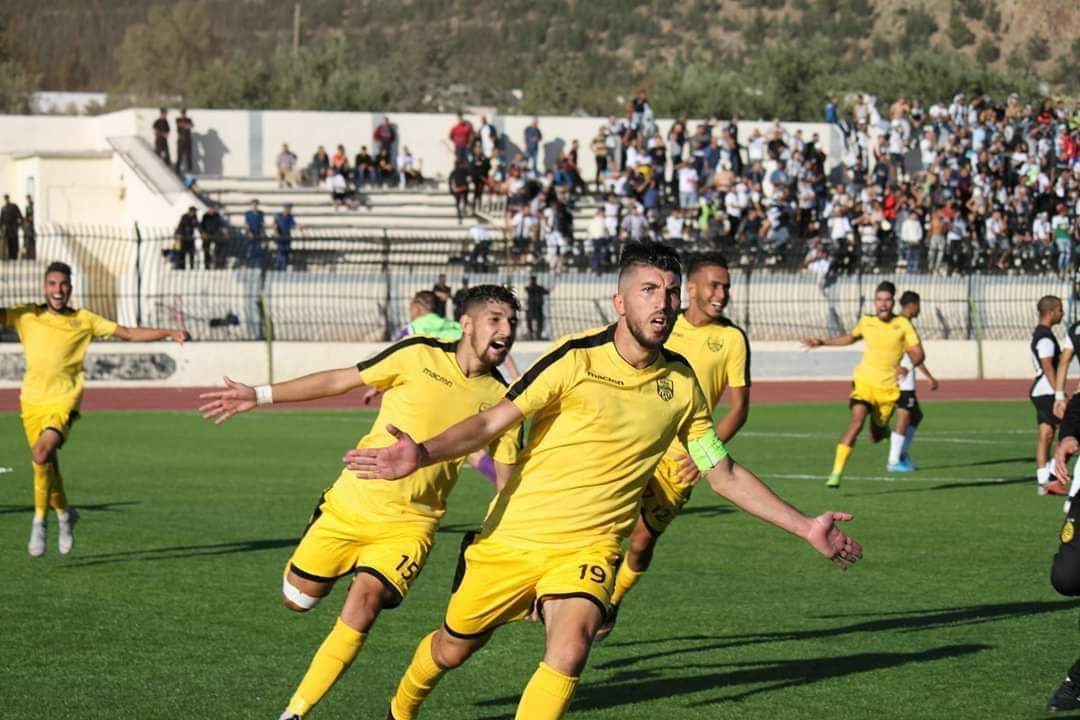
Jugadores del US Chaouia

El US Chaouia es un equipo de fútbol de Argelia que juega en la Inter-Regions Division, el tercer nivel de fútbol en el país.

## Historia
Fue fundado en 1936 en la ciudad de Oum El Bouaghi y es un equipo con una historia muy discreta dentro del fútbol en Argelia, ya que solamente ha salido campeón en 1 ocasión y en 1 ocasión ganó la supercopa, como consecuencia calificó a su única presencia internacional, la Copa Africana de Clubes Campeones 1995.
Su último año en el Championnat National de Première Division fue en la temporada 2004-05, donde descendió a la división inferior; y en 2005-06 bajó a la Inter-Regions Division, donde continua hasta ahora.

## Palmarés
- Championnat National de Première Division : 1

1994
- Super Copa de Argelia: 1

1994

## Participación en competiciones de la CAF
| Temporada | Torneo                            | Ronda | Club                  | Casa  | Visita | Global |
| --------- | --------------------------------- | ----- | --------------------- | ----- | ------ | ------ |
| 1995      | Copa Africana de Clubes Campeones | 1     | Dragons FC de l'Ouémé | w.o.1 | w.o.1  | w.o.1  |
| 1995      | Copa Africana de Clubes Campeones | 2     | Dynamos FC            | 1-1   | 2-3    | 3-4    |

1- Dragons FC de l'Ouémé abandonó el torneo.